# Niederhünigen
Niederhünigen – gmina (niem. Einwohnergemeinde) w Szwajcarii, w kantonie Berno, w regionie administracyjnym Bern-Mittelland, w okręgu Bern-Mittelland.

## Demografia
W Niederhünigen mieszka 657 osób. W 2020 roku 2% populacji gminy stanowiły osoby urodzone poza Szwajcarią.